# Municipio de Franklin (condado de Gloucester)
El municipio de Franklin (en inglés: Franklin Township) es un municipio ubicado en el condado de Gloucester en el estado estadounidense de Nueva Jersey. En el año 2010 tenía una población de 16.820 habitantes y una densidad poblacional de 115,05 personas por km².

## Geografía
El municipio de Franklin se encuentra ubicado en las coordenadas 39°35′34″N 75°2′36″O / 39.59278, -75.04333.

## Demografía
Según la Oficina del Censo en 2000 los ingresos medios por hogar en el municipio eran de $55,169 y los ingresos medios por familia eran $60,518. Los hombres tenían unos ingresos medios de $41,159 frente a los $27,538 para las mujeres. La renta per cápita para la localidad era de $20,277. Alrededor del 5.1% de la población estaba por debajo del umbral de pobreza.